# Licerio di Couserans
Licerio di Couserans, in francese Lizier de Couserans, in latino Glycerius o Licerius (... – 548), è stato un vescovo franco, di origine spagnola o portoghese. 
È venerato come santo.

## Biografia
Era titolare di una piccola diocesi nei Pirenei: la diocesi di Couserans. Nel 506 partecipò al Concilio di Agde, presieduto da Cesario di Arles. 
Morì nel 548.

## Culto
Venne proclamato santo e la sua memoria liturgica cade il 27 agosto.
Dal Martirologio Romano: "Nella regione dell'Aquitania in Francia nella cittadina che poi da lui prese il nome, san Licerio, vescovo, che, di origine spagnola e discepolo del vescovo san Fausto di Riez, protesse con le sue preghiere la città dall'invasione dei Visigoti". 
Più di uno sono i paesi che ne portano il nome e di cui è patrono:
- Saint-Lizier nell'Ariège
- Saint-Lizier-du-Planté (Gers).